# Župnija Koper – Marijino vnebovzetje
Župnija Koper – Marijino vnebovzetje je rimskokatoliška teritorialna župnija dekanije Koper ter stolna župnija škofije Koper.

## Sakralni objekti
- Stolnica Marijinega vnebovzetja v Kopru – župnijska cerkev
- cerkev sv. Bassa,
- cerkev sv. Blaža,
- cerkev Gospodovega oznanjenja,
- cerkev sv. Jakoba,
- cerkev sv. Justa,
- cerkev sv. Križa,
- cerkev Karmelske Mati Božja,
- cerkev Marije Priprošnjice,
- cerkev sv. Marte,
- cerkev sv. Miklavža,
- cerkev sv. Tomaža,
- cerkev sv. Trojice,
- cerkev Vseh svetih,
- cerkev sv. Hieronima, Bošamarin,
- Krstilnica sv. Janeza Krstnika, Koper
- Rotunda bl. Elije

### Frančiškanski samostan
Na območju stolne župnije (v starem delu Kopra) znova deluje frančiškanski samostan, s svojo cerkvijo sv. Ane (dolga leta je v teh prostorih deloval zapor).